# Clover Point
『Clover Point』（クローバーポイント）は、2007年12月21日にMeteorから発売された18禁アドベンチャーゲームである。翌2008年4月30日限りでMeteorがナインプラネッツ社のブランドとしては解散したため、同社のMeteorブランドとして最後の作品となった。
初回限定版は"幸運の"四葉のクローバーにちなみ、7,777本の限定生産となった。これは当時のMeteorの生産規模から少なめの数字となっている。付録として各ショップ別の特典の他に、オープニングテーマ「クローバー」のフルバージョンを収録したサウンドトラックが付いていた（エンディングテーマ「Green Road」はこの特典CDに未収録）。
原画は従来どおりMeteor所属のYuyiが行っているが、今作品では彩色専門のスタッフが参加していた。

## ストーリー

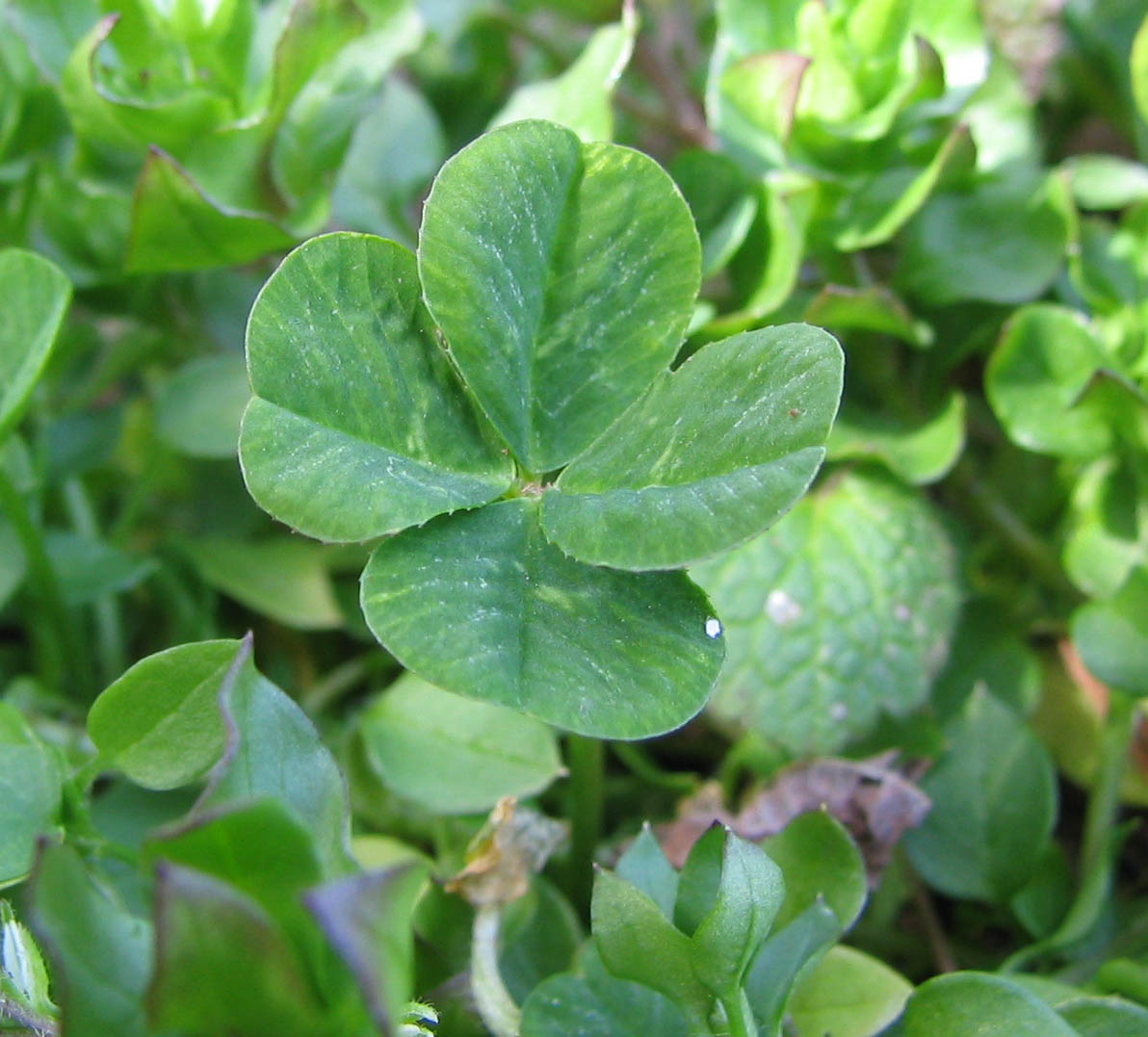
本作のキーアイテムである四葉のクローバー

主人公・天川祐真が住む永郷市のどこかに一面四葉のクローバーが生い茂る場所「クローバーガーデン」があり、そのクローバーをひとつ摘んで願い事をすればどんな願いも叶うという言い伝えがある。
ある日、彼は年上の幼馴染である柏木月音によって演劇に半ば強引に参加させられる。
シロツメルート
ある日、祐真はシロツメという女性と出会う。それ以来、彼女は頻繁に祐真の周りに姿を現すも、夜々と裕真以外の人間には全くその姿は見えない。
シロツメの正体は「クローバーガーデン」の管理者だった。
紆余曲折あって、シロツメは祐真と結ばれたことにより効力を失い、他の人からも視認できるようになった。またクローバーの効力も無くなった。

## 登場人物

### 主人公
天川 祐真（あまかわ ゆうま）
主人公。子供の頃に両親を失い、施設で育った後に現在の学園で寮暮らしをしている。常に幼馴染の月音によって鍛えられており、よくランニングに出かける。そのためか1回の食事で軽く5人前を食べるほどの大食漢になってしまい、月末が近くなると貰ったパンの耳で食いつなぐほど金欠になりやすい食生活を送っている。
夜々は生き別れた実の妹だが、夜々が兄妹の関係を忘れるよう『クローバー』に願ったため、そのことを覚えていない。その一方、橋で彼女と出会った時には自然に挨拶していた。

### ヒロイン
小鳥遊 夜々（たかなし やや）
声 - みる
作中で学園に転入して来る後輩の女の子。イメージがピッタリという理由で、寮生が公演する劇の主役に抜擢される。人付き合いが苦手で、気泡シートを潰すのが趣味。彼女も祐真と同じく両親を喪い、施設で育ったという経歴を持つ。祐真と同じロケットを持っており、開けてしまうと込めた願いが叶わなくなる、という独特の認識も共通している。
実は祐真の生き別れた実の妹だが、本人が『クローバー』に願った結果、兄妹揃ってそのことを忘れている。
彼女のシナリオは前述の事もあり、『クローバーガーデン』が登場し、クローバーも物語に深くかかわってくる。
彼女のシナリオとシロツメシナリオでは妹であることを思い出す(前者は偶然、後者はクローバーの効果が切れたため)。
稲森 真星（いなもり まほし）
声 - 一色ヒカル
祐真のクラスメートで、明るい性格をしている一方、ドジな面もある。「ドジっ子」ということで、常に膝に絆創膏が貼られている。4年前は祐真と仲が良かったが、ある出来事があってから疎遠になってしまう。現在は持ち前の気立ての良さから親衛隊が結成されるほどの人気者になっている。周囲には料理が得意と思われているが、実際は不得手で、仲が良かった頃の祐真が真星の手作りミックスジュースを飲み、重度の下痢で数日間寝込んでいる。その後の努力で、見た目は不格好なものの味こそ美味いと言えるレベルになった。
彼女のシナリオでは『クローバー』は全くと言って良いほどからんでこない。
柏木 月音（かしわぎ つきね）
声 - 芹園みや
祐真が義父母の元で育った頃からの幼馴染で、祐真から「月姉」と呼ばれている。学園では才色兼備の先輩として男女両方から慕われており、女性支持も含めれば学園のアイドルである真星と人気を二分する。劇の監督を務めるなど、寮のまとめ役である。
彼女のシナリオでは『クローバー』は多少は絡むのだが殆どからんでこない。
日向 美緒里（ひなた みおり）
声 - 草柳順子
劇の一団に加えられた自宅通学性。礼儀正しく控えめだが、毒舌家である。また、守銭奴の面もあり、他の学生にトイチで小銭を貸して稼いでいる。
彼女のシナリオでは『クローバー』は多少は絡むのだが殆どからんでこない。
シロツメ
声 - 深井晴花
祐真がジョギング中に出会った謎の女性。それ以来、頻繁に祐真の周りに出没するようになるが、夜々と裕真以外の人間には全くその姿は見えない。ハーブティ好きで、それを飲むと体力が回復するがすぐに酔っ払ってしまう体質である。
なお、シロツメはクローバーのことを指す「シロツメクサ」から。
シロツメルート以外では劇で使用される作品の登場人物そのものであり、その作品自体が実在した物語である。つまりは彼女は数百年前の人物である。
クローバーガーデンと呼ばれる場所の管理者であり巫女であるため年はとっていない。またそのクローバーガーデンのクローバーは一度のみ願いが叶うというものである。
視認できる条件はクローバーガーデンのクローバーを所持しているか、クローバーの効果が続いているかのどちらかの条件を満たした者のみ。

### サブキャラクター
渋沢 雪乃（しぶさわ ゆきの）
祐真の担任、世界史教師で寮の責任者。年頃の女性のはずなのだがすっかり崩れており、未だに独身。気分にムラがあまりにもありすぎて、だらしなく見えることが多い。
恋路橋 渉（こいじばし わたる）
祐真のクラスメート（彼曰く親友）で寮生。マザコンで「けしからん」が口癖。眼鏡を取ると別人のような美形の為、本来監督代行のはずだった劇に役者として抜擢されて、女装されて出演させられることになる。
桜井 恭輔（さくらい きょうすけ）
いずみ寮に住む先輩。美形で女性の好みが広く、どんな女性でもデートできる一方、自らが変態であることを相手に隠さないため、瞬く間に逃げられてしまう。本人はそれを気に病むことなく「来るもの拒まず、去るもの追わず」という考えから、すぐ次を見つけてしまう。本命は月音。
祐真を「UMA」、恋路橋を「ワタルボーイ」と呼ぶ。
月音シナリオではクローバーを使用する。

## 主題歌
- OP曲：「クローバー」
  - 作詞：中山マミ（Angel Note）
  - 作編曲：椎名俊介（Angel Note）
  - 歌：みとせのりこ[2]

- ED曲：「Green Road」
  - 歌・作詞・作曲：kala（Angel Note）
  - 編曲：井ノ原智

以上2曲はAngel Noteのコンピレーション・アルバム『BE NUTS ABOUT ANGELS - Angel Note BEST COLLECTION IV -』（2008年6月27日発売）に収録。

## 評価
ライターの浅葉たいがは萌えゲーアワードが運営するウェブサイトによせたレビュー記事の中で、物語の中にプレイヤーを驚かせる仕掛けがたくさんあり、しかもインパクトが総じて高い点を評価している。
特に、主人公の妹である夜々のルートは、当時の美少女ゲームだからこそ許されるシナリオであるとも浅葉は述べている。
また、浅葉は本作の主題歌である「クローバー」の歌詞と曲調が世界観に合っていて、心地よい響きがあると評価している。さらに、夜々ルートの後半で流れる同楽曲のインストアレンジ版と夜々の台詞の相乗効果により、再度プレイしても始めて遊んだ時のように心に来たとも述べている。

## 参考資料
- Clover Point Official Home Page（web.archive.orgによるアーカイブ）
- Getchu.com：Clover Point 初回限定版（18禁）

## 注
1. ↑  Meteorブランドそのものは2010年3月にシルバーバレット社のブランドとして活動を再開している
2. 1 2 3 4 5  “【あの頃の美少女ゲーム】『Clover Point』にはすごい妹がいた”. 萌えゲーアワード (2021年4月22日). 2021年5月9日閲覧。